# Rhynchospora steyermarkii
Rhynchospora steyermarkii là loài thực vật có hoa trong họ Cói. Loài này được T.Koyama miêu tả khoa học đầu tiên năm 1972.